# Eleccions legislatives daneses de 1915
Les eleccions legislatives daneses de 1915 se celebraren el 7 de maig de 1915, convocades per a promulgar la nova Constitució de 1915, i augmentà el nombre d'escons de 104 a 114. El més votat fou el Venstre, qui formà govern amb Det Radikale Venstre dirigit per Carl Theodor Zahle.
| Partit               | Líder | Vots  | %     | Escons | +/-   |       |
| -------------------- | ----- | ----- | ----- | ------ | ----- | ----- |
| Venstre              |       |       |       | 43     | -1    |       |
| Socialdemokratiet    |       |       |       | 32     | +0    |       |
| Det Radikale Venstre |       |       |       | 31     | +0    |       |
| Højre                |       |       |       | 8      | +1    |       |
| Total                | Total |       |       | 114    |       |       |
| Participació         |       |       |       |        |       |       |
| Font                 | Font  | [ 1 ] | [ 1 ] | [ 1 ]  | [ 1 ] | [ 1 ] |